# Chris Williams (cestista)
Christopher Anthony Williams, detto Chris (Birmingham, 9 luglio 1980 – Birmingham, 15 marzo 2017), è stato un cestista statunitense.

## Palmarès

### Squadra
- Campionato australiano: 1

Sydney Kings: 2002-2003
- Campionato tedesco: 1

Skyliners Francoforte: 2003-04
- Coppa di Turchia: 1

Türk Telekom: 2007-08

### Individuale
- Basketball-Bundesliga MVP Finals: 1

Skyliners Francoforte: 2004-05